# Râul Porcescu
Râul Porcescu este unul din brațele care formează râului Argel.

## Hărți
- Harta județului Suceava